# 上明
上明（じょうめい）は、中国の大理国の段寿輝の時代に使用された元号。1081年。

## 西暦との対照表
| 上明 | 元年   |
| 西暦 | 1081年 |
| 干支 | 辛酉   |